# Proriedelia petiolata
Proriedelia petiolata là một loài ruồi trong họ Tachinidae.